# Vai lung thlan
Vai lung thlan – pochodząca z Mizoramu gra typu mankala.

## Reguły gry
Gra odbywa się na polu z dwoma rzędami dołków, w każdym rzędzie po 6, – własnym znajdującym się po swojej stronie pola oraz przeciwnika po stronie przeciwnika. W dołkach znajduje się z początku po 5 kamieni.
|  |  |  |  |  |  |
|  |  |  |  |  |  |

Gracze wykonują ruchy na przemian według następujących zasad:
- ruchy wykonuje się w kierunku zgodnym z kierunkiem ruchu wskazówek zegara
- gracz wyjmuje wszystkie kamienie z dowolnego dołka w rzędzie własnym, a następnie wkłada po kolei po jednym do kolejnych dołków, rozpoczynając od znajdującego się po lewej stronie tego dołka, z którego wyjął kamienie
- Jeśli ostatni kamień wpadł do pustego dołka, jest zdobywany przez niego i zostaje zdjęty z pola gry. Jeśli dołek przedostatni również był pusty kamień z niego jest również zdobywany (i zostaje zdjęty). Powtarza się to dopóty, dopóki natrafi się na dołek w którym znajdowały się już kamienie i to niezależnie od tego, w czyim rzędzie się one znajdują
- Jeśli jeden z graczy nie może wykonać ruchu (w jego rzędzie nie ma kamieni), ruch wykonuje przeciwnik. Gra kończy się, gdy na polu gry nie ma kamieni.

Grę wygrywa gracz, który uzbierał więcej kamieni. Przy stanie 30:30 następuje remis.

## Literatura
- Gering, R. Vai lung thlan: A game of considerable skill. In: Abstract Games Magazine 2002; 3 (12): 15, 29.
- Russ L. The Complete Mancala Games Book: How to play the World’s Oldest Board Games. Marlowe & Company, New York 2000.
- Shakespear, J. The Lushei Kuki Clans. Macmillan and Co., London (England) 1912.